# Podalonia alpina
Podalonia alpina là một loài côn trùng cánh màng trong họ Sphecidae, thuộc chi Podalonia. Loài này được Kohl miêu tả khoa học đầu tiên năm 1888.